# Adolf Hollnagel
Adolf Willy Berthold Hollnagel (ur. 4 sierpnia 1907 w Neustrelitz, zm. 23 stycznia 1975 w Schwerinie) – niemiecki archeolog.

## Życiorys
Adolf Hollnagel urodził się w Neustrelitz, gdzie uczęszczał również do gimnazjum. W Neubrandenburgu wyuczył się na kupca i w swoim zawodzie pracował np. w Wittenberdze. Podczas II wojny światowej był podoficerem. Po jej zakończeniu trafił do niewoli sowieckiej. W 1945 opuścił obóz jeniecki na Litwie.
Nie był żonaty, poświęcił się całkowicie badaniom archeologicznym. W 1975 odebrał sobie życie w jeziorze Ziegelsee w Schwerinie. Grób jego znajduje się w Neustrelitz.
Od 1946 do 1951 był pracownikiem biblioteki powiatowej w Neustrelitz. Odpowiedzialny był za dział ochrona zabytków i ochrona przyrody. Od 1951 do 1975 pracował w Muzeum Pre- i Protohistorii w Schwerinie (Museum für Ur- und Frühgeschichte Schwerin), a w 1953 został nawet jego kierownikiem. W latach 1954–1975 Hollnagel zdobył duże zasługi jako kierownik odpowiedzialny za ochronę zabytków w okręgach Rostock, Schwerin oraz Neubrandenburg. Tworzył nie tylko dzieła o pre- i protohistorycznych zabytkach i znaleziskach w powiatach Neubrandenburg, Neustrelitz i Strasburg, ale również stworzył bibliografię pre- i protohistorii Meklemburgii. W 1969 podczas wykopalisk archeologicznych na wyspie Fischerinsel na jeziorze Tollensesee, Hollnagel odkrył dwie słowiańskie figury kultowe z drewna. 

## Dzieła
- Die vor- und frühgeschichtlichen Denkmäler und Funde des Kreises Neustrelitz (Petermänken-Verlag, Schwerin 1958)
- Ur- und Frühgeschichte des Stadtkreises Schwerin (Stadtarchiv, Schwerin 1960)
- Die vor- und frühgeschichtlichen Denkmäler und Funde des Kreises Neubrandenburg (Petermänken-Verlag, Schwerin 1962)
- Bibliographie zur Ur- und Frühgeschichte Mecklenburgs (Museum f. Ur- u. Frühgeschichte, Schwerin 1968)
- Die ur- und frühgeschichtlichen Denkmäler und Funde des Kreises Strasburg (Deutscher Verlag d. Wiss., Berlin 1973)